# Avaceratops
Genre
Espèce
Avaceratops (« visage cornu d'oiseau ») est un petit dinosaure herbivore cératopsien du Crétacé supérieur. Il est représenté par l'espèce Avaceratops lammersi.
D'abord considéré comme appartenant à Monoclonius, il fut classé parmi la sous-famille des Centrosaurinae par Peter Dodson et al. en 2004. Fort ressemblant à Triceratops, il s'en distingue par sa taille, moindre que celle de son célèbre parent, et par le fait que les cornes situées au-dessus de ses yeux n'étaient pas aussi développées que celles du tricératops. Il fut découvert par deux paléontologues amateurs, Ed Cole et sa femme Ava Cole en 1981 dans le Montana (formation Judith River)[réf. nécessaire]; l'animal a été nommé en l'honneur de cette dernière.
- Son nom signifie « tête cornue d'Ava »
- Époque : Crétacé supérieur (−100,5 Ma à −66 Ma)
- Taille: 1–2 m de haut, 3–4 m de long, 1,2 tonne
- Habitat: USA (Montana)
- Régime alimentaire: Herbivore

## Inventaire des fossiles retrouvés
- ANSP 15800: un crâne partiel plus postcrânien.
- USNM 4802: un squamosal.
- MOR 692 ?: un crâne partiel.